# 邵懷粹
邵懷粹（1756年—1799年），本名志純，字懷粹，号右庵。仁和（今杭州市）人，清代文人。

## 生平
乾隆二十一年（1756年）生。自小而孤，但能敬重兄長。嘉慶元年（1796年），舉孝廉方正。與彭绍升、秦瀛友善，彼此以文学相切磋。嘉慶四年（1799年），病卒，年僅四十四歲。
清朝诸生，与蔣仁有交往，蒋仁曾为其刻“康节后人”、“乐安书屋”印。嘉庆元年举孝廉方正，入阮元幕僚，编纂《两浙輶轩录》。蒋仁晚年贫病交加，凡典卖、借赊、治病之事，皆靠邵志纯經手。著有《乐安书屋诗文集》。

## 家族
先祖邵康節。
有子邵书稼。